# Ehrhardt Bödecker
Ehrhardt Bödecker (* 21. April 1925 in Zwickau; † 6. Dezember 2016 in Berlin) war ein deutscher Jurist, Bankier, Buchautor und Museumsgründer.

## Leben
Ehrhardt Bödecker studierte Jura, Wirtschaft und Geschichte in Berlin und den USA und war später Amtsrichter, Verwaltungsrichter und Rechtsanwalt. Seit 1966 war er als Nachfolger seines Schwiegervaters Hans Weber Leiter der Weberbank in Berlin. 1995 trat er in den Ruhestand. 

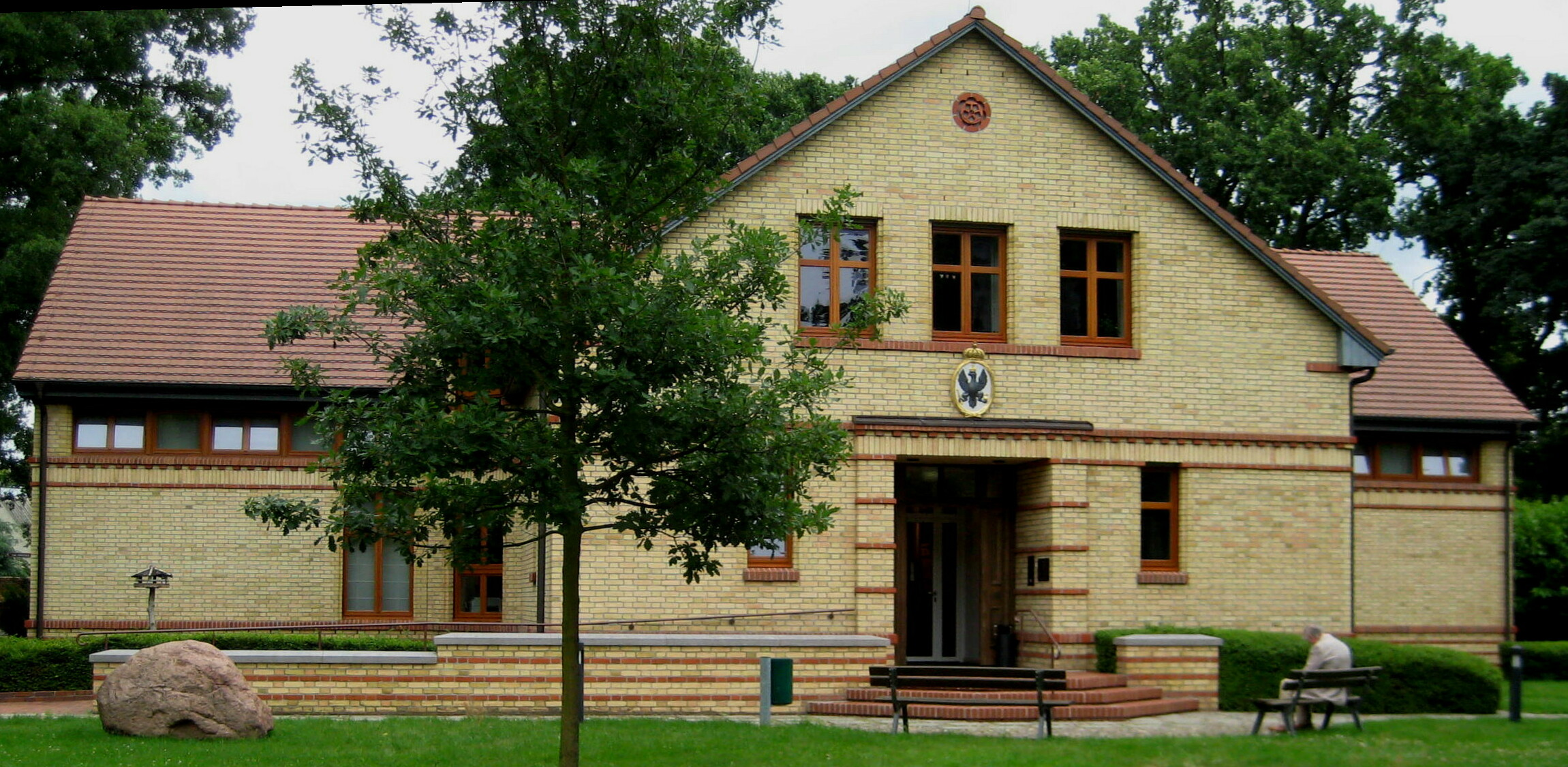
Brandenburg-Preußen Museum

Als Autor wurde Bödecker besonders mit Werken über die preußische Geschichte bekannt. In einem Gutachten des Instituts für Zeitgeschichte über Bödeckers Position in historisch-politischen und historiografischen Themen kamen Magnus Brechtken und Gregor Hofmann zu dem Schluss, dass sich Bödecker für die Ergebnisse der historischen Forschung allenfalls marginal interessierte. Seine Beiträge zeigten sich „als privater Eklektizismus entlang einer Retrofiktion“. Er propagiere „regelmäßig ein Welt- und Geschichtsbild, das im Kern eine Kontrastierung zwischen jeweils kritisierter Gegenwart und positiver, verklärter Vergangenheit präsentiert, in denen das Deutsche Kaiserreich und seine preußischen Vorläufer mit ihrer monarchischen Spitze die zentrale Vorbildrolle einnehmen“. Seine Veröffentlichungen präsentierten „überholte, lange dekonstruierte Geschichtsklischees“.
Das Brandenburg-Preußen Museum in Wustrau, das von ihm konzipiert wurde und in das er 6,7 Millionen Euro aus eigenen Mitteln investierte, öffnete im September 2000. Am 13. Oktober 2013 übergab er dessen Leitung an seinen Sohn Andreas (* 1958).
Bödecker gehörte dem 1969 von Hans-Joachim Schoeps und Louis Ferdinand von Preußen auf Burg Hohenzollern gegründeten Zollernkreis an. Er wurde 1992 Mitglied der Preußischen Historischen Kommission.

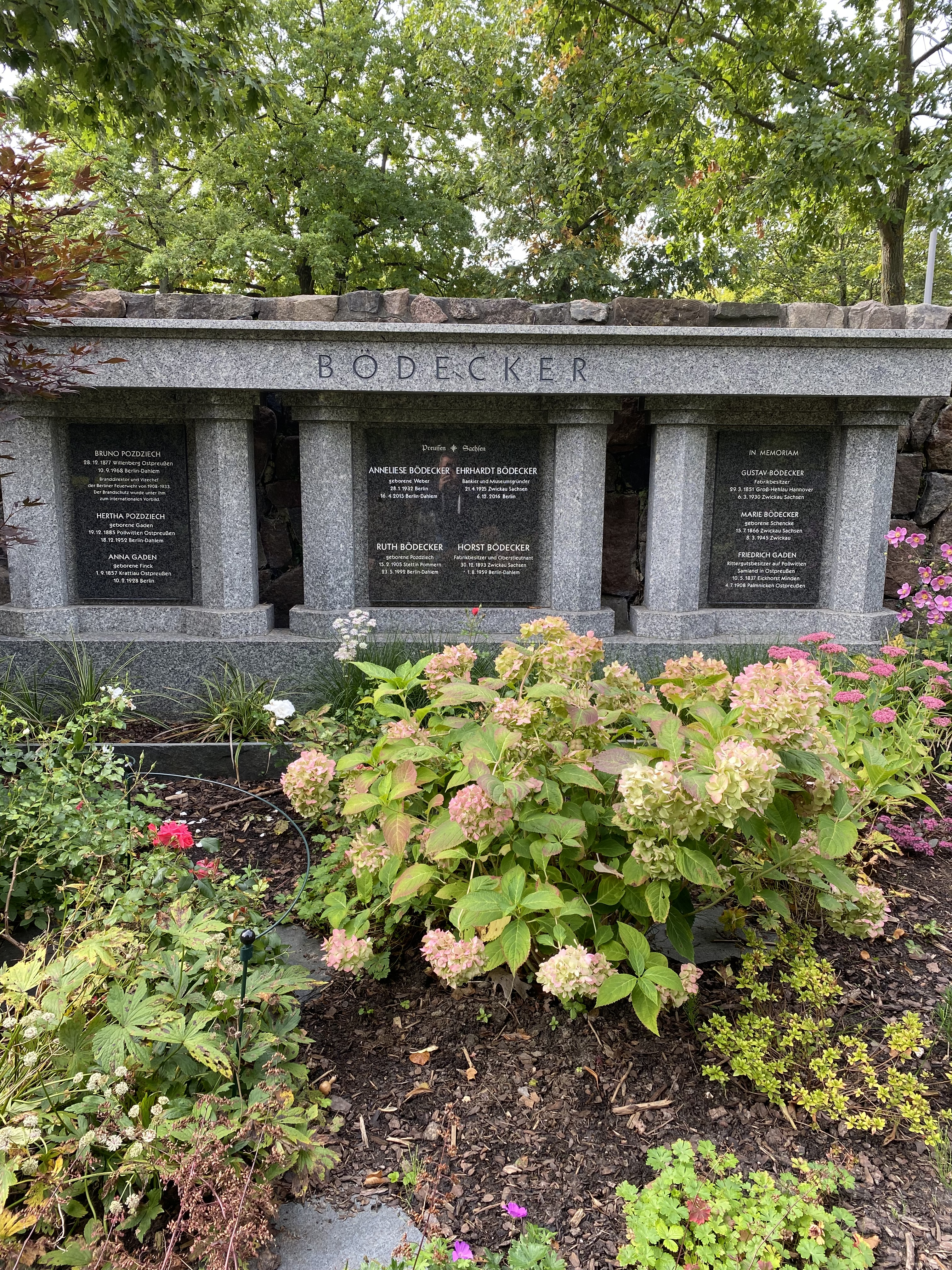
Familiengrabstätte Bödecker

Bödecker zählte zu den Großspendern für den Wiederaufbau des Berliner Schlosses. Er wurde aus diesem Grund im Humboldt Forum mit einem Reliefmedaillon gewürdigt, ebenso seine Frau Anneliese Bödecker. Der Kassler Architekt und Professor Philipp Oswalt kritisierte diese Ehrung, da Bödecker den Ausschluss der Juden aus der kaiserlichen Armee verteidigt und das Ausmaß des Holocausts bezweifelt hatte. Auf Wunsch des Sohnes Andreas und seiner Frau wurden beide Plaketten entfernt, nachdem sich Antisemitismusvorwürfe gegen Bödecker bestätigt hatten. Brechtken und Hofmann konstatieren, dass sich „einige von Bödeckers Weltbildern in den Traditionen jener Diskurse bewegen, in denen anonyme Mächte und klandestine Gruppen als eigentliche Bestimmungsfaktoren politischer und gesellschaftlicher Prozesse imaginiert werden“ und diese Bilder sich „mit bekannten antisemitischen Topoi sowie der Tradition des antiwestlichen Nationalismus“ überlappten. Wiederholt finde man zugleich „die Ambiguität von deutlichen antisemitischen Klischees einerseits und der Konterkarierung antisemitischer Ressentiments andererseits“.
Ehrhardt Bödecker verstarb im Alter von 91 Jahren und wurde in der Familiengrabstätte auf dem Friedhof Dahlem beigesetzt.

## Werke
- Preußen – eine humane Bilanz. Olzog Verlag: München 2010, ISBN 978-3-7892-8277-5.
- Die europäische Tragödie. Olzog Verlag: München 2006, ISBN 978-3-7892-8189-1.
- Preußen und die Marktwirtschaft. Olzog Verlag: München 2006, ISBN 978-3-7892-8187-7.
- Preußen und die Wurzeln des Erfolgs. Olzog Verlag: München 2005, ISBN 3-7892-8176-X.
- Ein Lehrpfad durch 500 Jahre brandenburgisch-preußische Geschichte. Brandenburg-Preußen-Museum Wustrau 2000.
- Die grüne Stadt am Beispiel Berlin. Arani-Verlag: Berlin 1978, ISBN 3-7605-8530-2.